# Clement Imlin

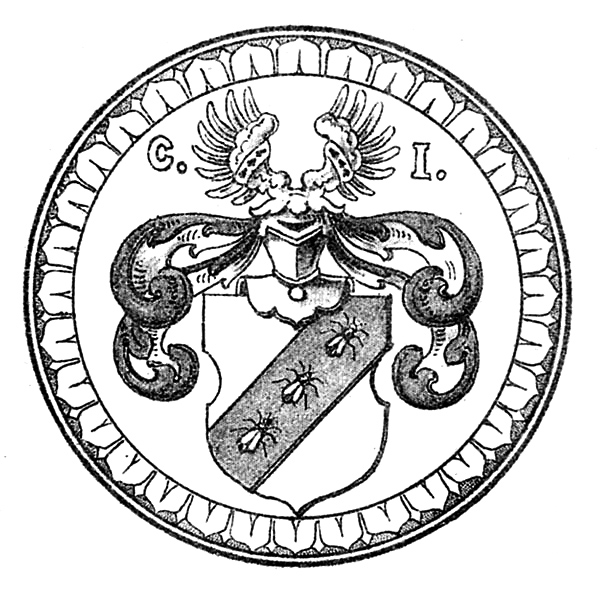
Das Wappen des Clement Imlin mit drei Immen und den Initialen C.I.

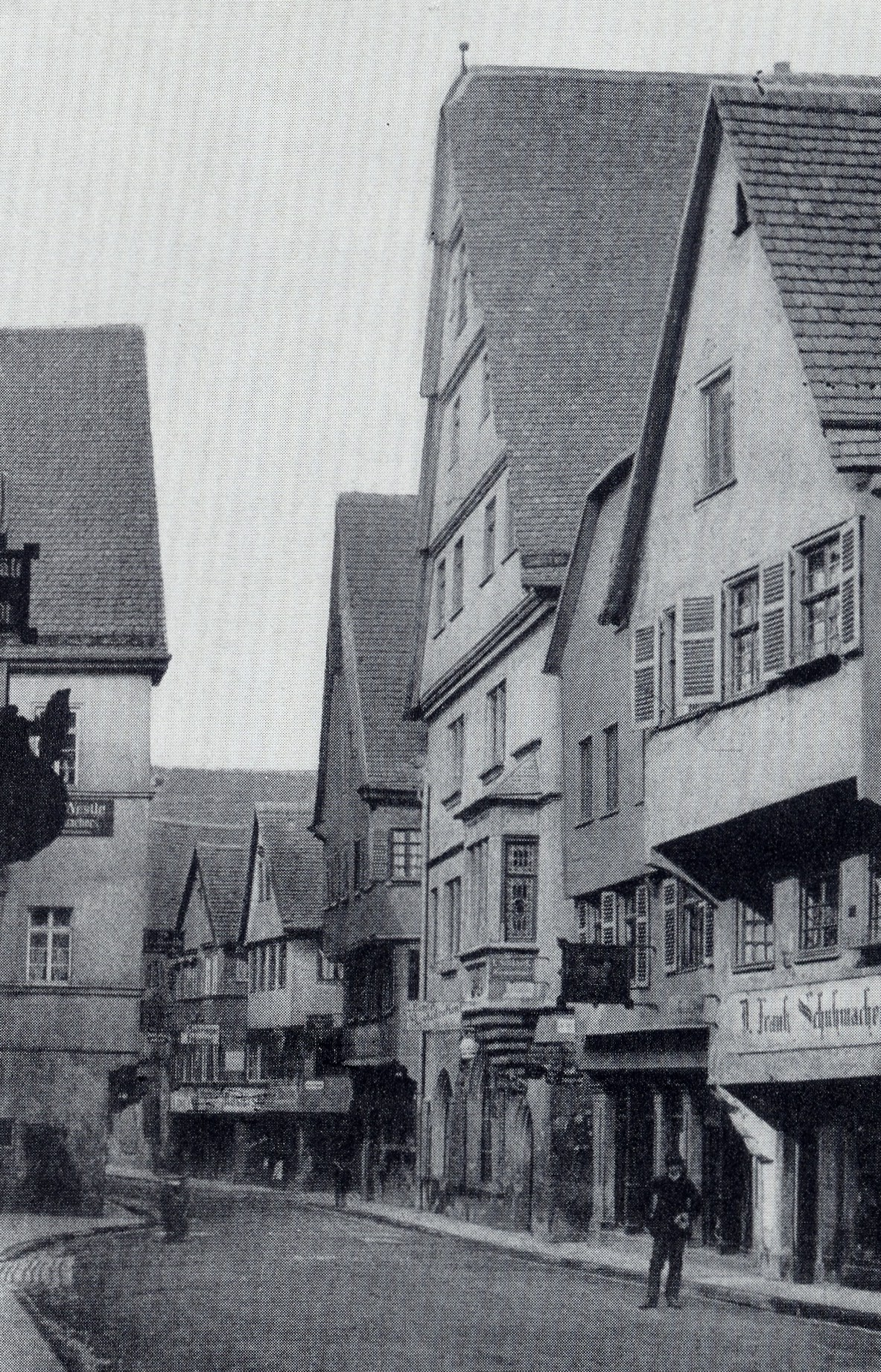
Das Imlinsche Haus 1894

Clement Imlin (* vor 1553 in Horrheim; † 12. November 1585 in Heilbronn) war ein deutscher Kaufmann und von 1575 bis zu seinem Tod 1585 Bürgermeister von Heilbronn.

## Leben
Imlin war Spross einer Heilbronner Kaufmannsfamilie. Er erwarb 1553 ein Gebäude am Marktplatz zu Heilbronn, das dem Apotheker Johannes Dürr, dem Stiefvater seiner Ehefrau, gehörte. 1561 wurde er Mitglied des „inneren“ beziehungsweise „kleinen Rats“, also des 15-köpfigen Patrizierrats, der aus seiner Mitte den Steuerherren und Bürgermeister stellte. 1565 wurde Imlin als Steuerherr verzeichnet, 1575 wurde er Bürgermeister. In seine Amtszeit fiel die Errichtung der astronomischen Kunstuhr am Rathaus von Heilbronn.
In einem Ratsprotokoll von 1580 wird berichtet, dass es dem Rathausbaumeister Hans Kurz erlaubt wurde, für Imlin das Imlin’sche Haus an der Kirchbrunnenstraße Nr. 15 zu bauen. Die ersten drei Geschosse waren massiv aus Sandstein erbaut, die weiteren drei Dachgeschosse waren als alemannisch-fränkischer Fachwerkgiebel ausgebildet. Eine weitere Besonderheit des Hauses war der Erker aus Sandstein. Das Haus soll laut der Chronik auf älteren romanischen Säulen gestanden haben. 
Die Kaufmannsfamilie der Imlin gehörte im 16. und 17. Jahrhundert zu den Häusern in Heilbronn, die am meisten besteuert worden sind. Das Wappen der Familie zeigt einen Schrägbalken mit drei Immen, die einen Hinweis auf das Imkerhandwerk geben. Nach der Familie Imlin ist die Imlinstraße in Heilbronn benannt.